# Famiglia di lanciatori R-7
R-7 è il primo missile balistico intercontinentale costruito. Progettato in Unione Sovietica da Sergej Pavlovič Korolëv, ricevette il nome in codice NATO di SS-6 Sapwood. Il suo utilizzo militare, tuttavia, fu piuttosto limitato (entrò in servizio nel 1960 e fu ritirato nel 1968), ma diede vita ad una grande "famiglia" di razzi vettori per impiego astronautico. I modelli sviluppati a partire dall'R-7 includono infatti, tra gli altri, i vettori Vostok, Voschod e Sojuz, che hanno ricoperto un ruolo essenziale nell'esplorazione spaziale. Le ultime versioni dei Sojuz (Sojuz-U, Sojuz FG e Sojuz 2) sono usate ancora oggi.
I vettori spaziali derivati dall'R-7 sono stati i più affidabili ed i più utilizzati: incluse anche le versioni militari, dal 15 maggio 1957 (giorno del primo lancio) ai giorni nostri (30 giugno 2010) ne sono stati lanciati 1.761, con una percentuale di successi superiore al 97%.

## Riepilogo delle versioni
| Nome                              | Indice GRAU | Tipo    | Stadi | Primo volo        | Ultimo volo       | Numero lanci  | Numero lanci  | Numero lanci  | Note                                                                                    |
| Nome                              | Indice GRAU | Tipo    | Stadi | Primo volo        | Ultimo volo       | Totali        | Successi      | Fallimenti    | Note                                                                                    |
| --------------------------------- | ----------- | ------- | ----- | ----------------- | ----------------- | ------------- | ------------- | ------------- | --------------------------------------------------------------------------------------- |
| R-7 Semërka (NATO: SS-6 Sapwood)  | 8K71        | ICBM    | 1     | 15 maggio 1957    | 27 febbraio 1961  | 27            | 18            | 9             | Primo ICBM della storia                                                                 |
| Sputnik-PS                        | 8K71PS      | Vettore | 1     | 4 ottobre 1957    | 3 novembre 1957   | 2             | 2             | 0             | Primo vettore astronautico al mondo. Usato per lanciare gli Sputnik 1 e 2               |
| Sputnik                           | 8A91        | Vettore | 1     | 27 aprile 1958    | 15 maggio 1958    | 2             | 1             | 1             | Usato per lanciare lo Sputnik 3                                                         |
| Luna                              | 8K72        | Vettore | 2     | 23 settembre 1958 | 16 aprile 1960    | 9             | 2             | 7             | Lanciò la prima sonda lunare                                                            |
| R-7A Semërka (NATO: SS-6 Sapwood) | 8K74        | ICBM    | 1     | 23 dicembre 1959  | 25 luglio 1967    | 21            | 18            | 3             |                                                                                         |
| Vostok-L                          | 8K72L       | Vettore | 2     | 15 maggio 1960    | 1º dicembre 1960  | 4             | 3             | 1             |                                                                                         |
| Molnija                           | 8K78        | Vettore | 3     | 20 gennaio 1960   | 3 dicembre 1965   | 26            | 12            | 14            |                                                                                         |
| Vostok-K                          | 8K72K       | Vettore | 2     | 22 dicembre 1960  | 10 luglio 1964    | 13            | 11            | 2             | Usato per i voli umani del Programma Vostok Primo razzo a lanciare un uomo nello spazio |
| Molnija-L                         | 8K78L       | Vettore | 4     | Non costruito     | Non costruito     | Non costruito | Non costruito | Non costruito |                                                                                         |
| Vostok-2                          | 8A92        | Vettore | 2     | 1º giugno 1962    | 12 maggio 1967    | 45            | 40            | 5             |                                                                                         |
| Polët                             | 11A59       | Vettore | 1     | 1º novembre 1963  | 12 aprile 1964    | 2             | 2             | 0             |                                                                                         |
| Voschod                           | 11A57       | Vettore | 2     | 16 novembre 1963  | 29 giugno 1976    | 300           | 277           | 13            | Utilizzato per le missioni umane Voschod 1 e Voschod 2                                  |
| Molnija-M                         | 8K78M       | Vettore | 3     | 19 febbraio 1964  | 30 settembre 2010 | 297           | 276           | 21            |                                                                                         |
| Vostok-2M                         | 8A92M       | Vettore | 2     | 28 agosto 1964    | 29 agosto 1991    | 94            | 92            | 2             |                                                                                         |
| Sojuz/Vostok                      | 11A510      | Vettore | 3     | 27 dicembre 1965  | 20 luglio 1966    | 2             | 2             | 0             |                                                                                         |
| Sojuz                             | 11A511      | Vettore | 2     | 28 novembre 1966  | 24 maggio 1975    | 30            | 28            | 2             | Utilizzato per molteplici missioni umane del Programma Sojuz                            |
| Sojuz-B                           | 11K55       | Vettore | 2     | Non costruito     | Non costruito     | Non costruito | Non costruito | Non costruito |                                                                                         |
| Sojuz-V                           | 11K56       | Vettore | 2     | Non costruito     | Non costruito     | Non costruito | Non costruito | Non costruito |                                                                                         |
| Sojuz-R                           | 11A514      | Vettore | 2     | Non costruito     | Non costruito     | Non costruito | Non costruito | Non costruito |                                                                                         |
| Sojuz-L                           | 11A511L     | Vettore | 2     | 24 novembre 1970  | 12 agosto 1971    | 3             | 3             | 0             |                                                                                         |
| Sojuz-M                           | 11A511M     | Vettore | 2     | 27 dicembre 1971  | 31 marzo 1976     | 8             | 8             | 0             |                                                                                         |
| Sojuz-U                           | 11A511U     | Vettore | 2     | 18 maggio 1973    | Attivo            | 727           | 706           | 19            | Usato per numerose missioni del Programma Sojuz                                         |
| Sojuz-U2                          | 11A511U2    | Vettore | 2     | 23 dicembre 1982  | 3 settembre 1995  | 92?           | 90?           | 2?            | Usato per numerose missioni umane del Programma Sojuz                                   |
| Sojuz FG                          | 11A511U-FG  | Vettore | 2     | 20 maggio 2001    | Attivo            | 29            | 29            | 0             | Utilizzato per le missioni del Programma Sojuz                                          |
| Sojuz-2.1a                        | 14A14A      | Vettore | 2     | 8 novembre 2004   | Attivo            | 4             | 3             | 1             |                                                                                         |
| Sojuz-2.1b                        | 14A14B      | Vettore | 2     | 27 dicembre 2006  | Attivo            | 3             | 3             | 0             |                                                                                         |
| Sojuz-2.1v                        | 14A15       | Vettore | 2     | 28 dicembre 2013  | Attivo            | 1             | 1             | 0             |                                                                                         |